# Uhlandhöhe

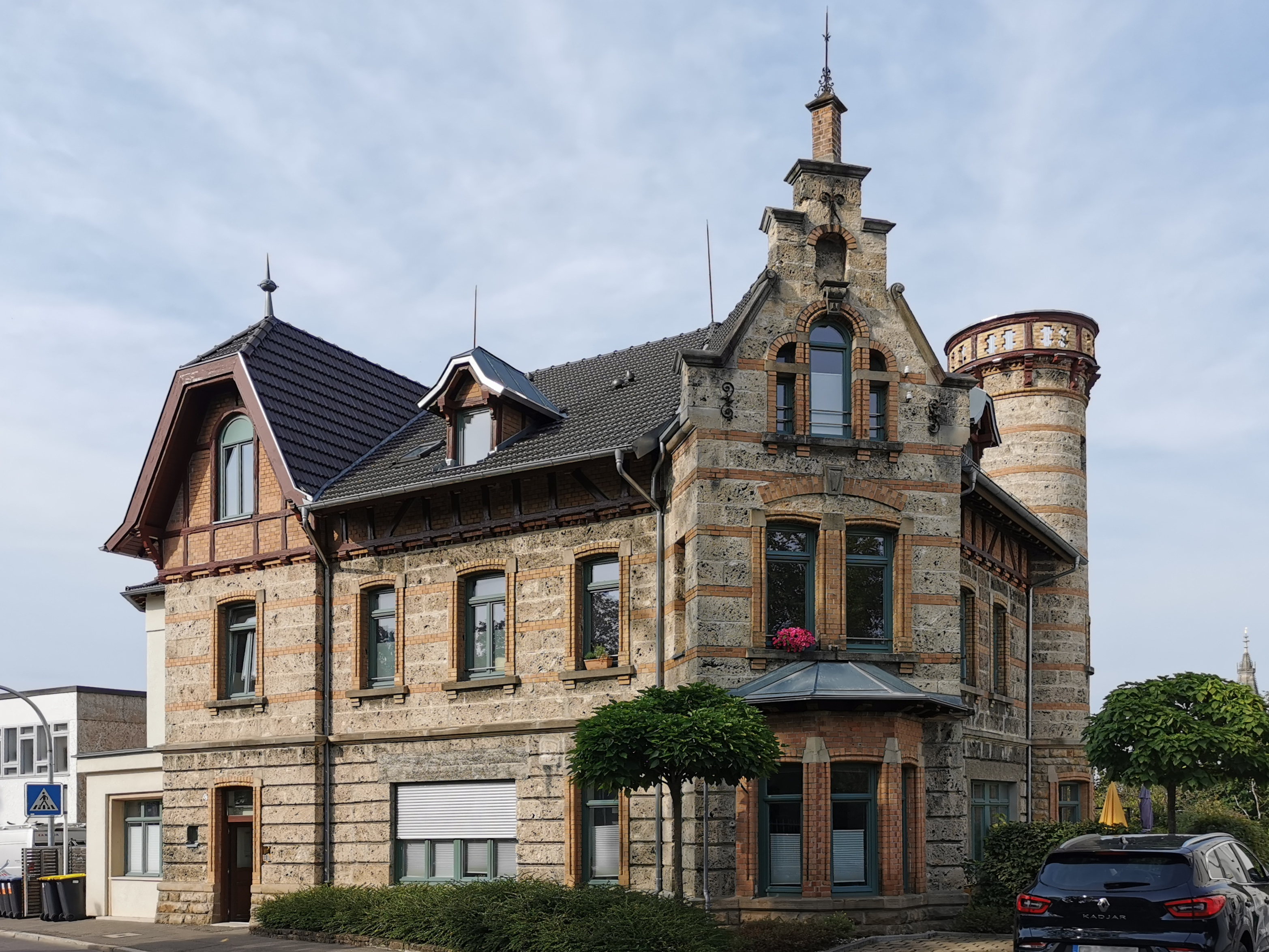
Uhlandhöhe

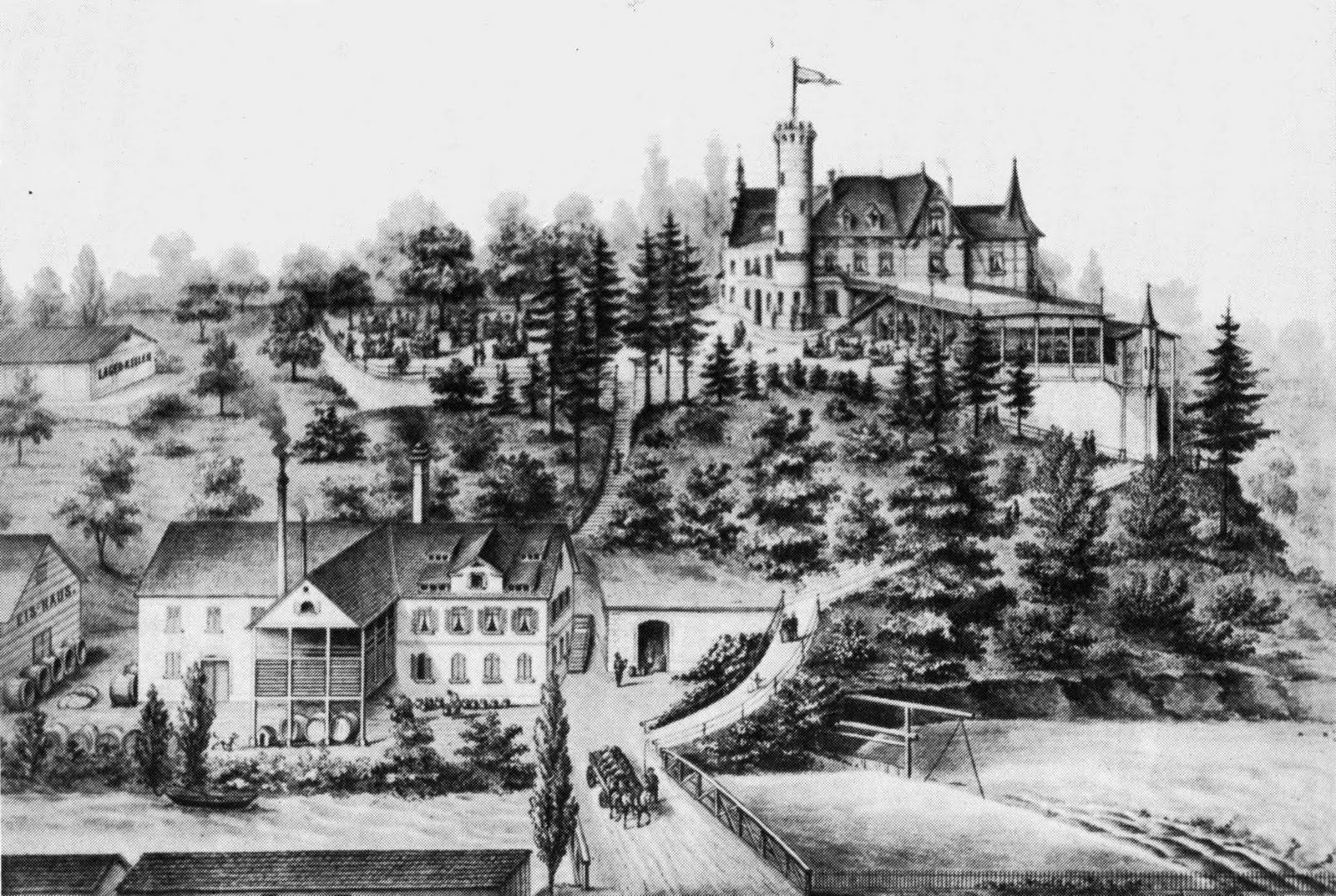
Uhlandhöhe im Jahr 1905

Die Uhlandhöhe ist ein denkmalgeschütztes Gebäude in Reutlingen.
Das Gebäude befindet sich in der Friedrich-Ebert-Straße 17 mit Aussichtslage auf das Zentrum von Reutlingen. Angrenzend befindet sich die 1860 entstandene Parkanlage Pomologie.

## Geschichte
Johann Phillipp Eisenlohr ließ es 1810 als Eisenlohrs Bierkeller errichten. Weite Teile des veralteten Brauereigebäudes wurden abgerissen, nachdem der Bierbrauer Louis Krauß das Anwesen 1891 kaufte und als Kraußsche Bierkeller betrieb. Die Uhlandhöhe bestand 1906 noch aus einem zweistöckigen Gebäude, mit dem bis heute vorhandenen Turm an dessen nordöstlicher Seite. Im Jahr 1921 wurde die Schankwirtschaft und der Bierhandel eingestellt.
1938 ging der Eigentum des Gebäudes an den Reutlinger Liederkranz über. Dieser eröffnete in den 1950er einen Wirtschaftsbetrieb. 1954 und 1983 wurden ein großer Saal und ein Pavillon angebaut. Der Liederkranz verkaufte das Gebäude 2012 und es wurde zum Wohnhaus umgebaut. Dazu wurden der Saal und Pavillon wieder abgerissen.

## Ausstattung
Das Gebäude befindet sich auf einem 1229 m² großen Grundstück und besitzt eine Fläche von 820 m².